# Svarožič
Svarožič je slovansko božanstvo, verjetno sin Svaroga. 

## Etimologija
Svarožič je bil najverjetneje sin Svaroga, njegovo ime pa sestavljeno iz *Svarog in slovanske patronimične pripone –ič. Vendar obstajajo tudi drugačna mnenja. V. Pisani meni, da Svarog sploh ni nikoli obstajal, da ga je na osnovi obstoja patronimičnih imen s pripono –ič skonstruiral avtor Ipatske kronike iz 13. stoletja. Dejansko obstajajo takšni poskusi razlage imena Svarožič, pri katerih se lahko ognemo omenjanju Svaroga. Po Bruecknerju naj bi ime izhajalo iz Swarzyć sia v pomenu »prepirati se«. Pisani Svarožič izvaja iz *sva v pomenu, ki mu ustreza litovski suo (»pes«) ter rogu/rožiči (»rog«), obenem pa opozarja, da sta v vasi Swariožyn leta 1205 živela brata Swadajewik, kar pomeni pasjega mladiča, ki sesa.

## Osnovne poteze
Ime Svarožič, ki verjetno predstavlja patronimno ime, je poznano tako med zahodnimi kot vzhodnimi Slovani.  Vsaj med zahodnimi Slovani je Svarožič verjetno Radegost, saj vir iz 11. stoletja poroča, da se je mesto Retra nekoč imenovalo Radigost, tam pa so častili boga Svarožiča. V Rusiji je Svarožič kot kaže postal vzdevek boga Dažboga.

## Astronomsko ozadje kulta
V Ipatski kroniki iz 13. stoletja Dažbog, ki se kasneje enači s Svarožičem, nosi tudi ime Helios (»Sonce«).Med tem, ko nekateri (npr. Pisani) vztrajajo pri tem, da je Svarožič sončno božanstvo, drugi (Kulišić, Gasparini, Ovsec) domnevajo, da moramo v tem božanstvu videti lunarno bitje: na to naj bi med drugim kazala povezava Svaroga in Svarožiča z lunarnim Hefajstom. Toda istovetenje vzhodnega Svarožiča s sončnim Dažbogom in omemba, da je Svarožič brat Artemide, nedvomno potrjuje, da je bil vzhodni Svarožič gotovo sončno bajeslovno bitje.